# لوكهيد مارتن المملكة المتحدة
لوكهيد مارتن في المملكة المتحدة المحدودة (LMUK) هي شركة فرعية مملوكة بالكامل من شركة لوكهيد مارتن، ومقرها في لندن. تم إنشاء الشركة في 1 تموز / يوليه 1999، للجمع بين كل عمليات شركة لوكهيد مارتن في المملكة المتحدة في شركة واحدة.

## أقسام الشركة
وفيما يلي قائمة من أنشطة مختارة للشركة:
- في الطيران
  - C-130J هرقل
  - JSF
- في توزيع التقنيات
- في النظم المتكاملة
  - الدفاع الجوي الأرضي 
  - ميرلين أتش أم أم كاي.1 - المقاول الرئيسي و تكامل النظم لمروحيات ميرلين.
  - قدرات ميرلين 
  - القدرة على الاكتفاء الذاتي بالإضافة إلى تحديث من ميرلين
- أنظمة وحلول متكاملة
  - الأبراج على اياكس و المحارب[1]
- أنظمة النقل المتكاملة
- صواريخ والتحكم في إطلاق النار
  - إف جي أم-148 جافلن
  - نظام لونغبو للرادار الهجومي واه-64 أباشي
- التدريب العالمي والخدمات اللوجستية
  - خدمات تكنولوجيا
  - مؤسسة الأسلحة الذرية
- النقل والحلول الأمنية
- النظم الفضائية
  - صاروخ ترايدنت
- تكنولوجيا المعلومات
  - ناتس - أنظمة إدارة الحركة الجوية[2]
  - وزارة العدل - تكامل الخدمات والإدارة [3]